# Zoran Gopčević
Zoran "Džimi" Gopčević, född 29 januari 1955 i Kotor Varoš, död 30 september 2000, var en jugoslavisk vattenpolospelare. Han ingick i Jugoslaviens landslag vid olympiska sommarspelen 1980.
Gopčević tog OS-silver i den olympiska vattenpoloturneringen i Moskva. Han spelade åtta matcher och gjorde fjorton mål i turneringen.